# Myra Carter
Pour les articles homonymes, voir Carter.
Myra Carter (27 octobre 1929 - 9 janvier 2016) est une actrice américaine et de télévision. Elle est surtout connu pour son rôle dans la pièce Three Tall Women d'Edward Albee qui a reçu le prix Pulitzer de l'œuvre théâtrale et pour lequel elle a reçu plusieurs récompenses. Elle a également tenu un rôle dans le film 8 millimètres de Joel Schumacher.

## Récompenses
- Pour Three Tall Women
  - Drama Desk Award de la meilleure actrice
  - Obie Award de la meilleure actrice
  - Outer Critics Circle Award de la meilleure actrice
  - Lucille Lortel Award de la meilleure actrice
- Pour Le Roi Jean
  - Joe A. Callaway Award de la meilleure actrice[1].